# 팩넷
팩넷(Pacnet)은 아시아 - 태평양 지역의 다국적 기업과 지역 정부 기관과 같은 주요 통신 사업자의 데이터 연결 솔루션을 관리하는 기업이다.

## 역사

### 아시아 넷컴
1999년에 글로벌크로싱, 마이크로소프트, 소프트 뱅크에 의해 설립된 아시아글로벌크로싱은 아시아 주요 시장을 연결하는 데 미화 20억 달러 (한화 2조원)을 들여 케이블 시스템, East Asia Crossing (EAC)을 구축했다.
2001년 뉴욕 증권 거래소에 상장 하기 전인 2000년까지 아시아글로벌크로싱은 나스닥에 상장했다.
닷컴 붕괴에 이어, 아시아글로벌크로싱은 2002년 파산보호를 신청한 후 뉴욕 증권 거래소에서 상장이 폐지되었다. 이후, 사업을 지속하기 위한 추가 자금을 조달하기 위해 차이나 넷컴, 뉴 브리지 캐피탈, SASIF(소프트 뱅크 아시아 인프라 펀드)가 주도하는 컨소시엄에 미화 1.2억 달러 (한화 1,200억원)의 자산을 매각해 아시아 넷컴을 설립 했다.
2003년 후반, 차이나 넷컴이 아시아 넷컴의 지분 100%를 인수하여, 자회사로서(차이나 넷컴의 일부로) 2004년에 뉴욕 증권 거래소 와 홍콩 증권 거래소에 상장했다.
2006년, 차이나 넷컴은 미화 4억 200만 달러 (한화 4,200억원)에 아시아 넷컴을 Ashmore Investment Management Limited, Spinnaker Capital Limited 및 Clearwater Capital Partners가 주도하는 투자그룹Connect Holdings Limited에 완전 매각했다.
2007년, 아시아 넷컴이 소유한 EAC는 Connect Holdings Limited가 소유한 해저 케이블 네트워크 C2C와 통합하여, EAC - C2C라는 36,800km의 해저 케이블 네트워크를 형성했다.

### 퍼시픽 인터넷
1989년, 싱가포르 국립 대학은 학술 목적으로 컴퓨터 네트워크를 연구·개발하는 TechNet을 설립했다. TechNet은 싱가포르의 국가 과학 기술 위원회(NSTB) 기금에 의해 싱가포르 최초의 인터넷 서비스 제공자(ISP)가 되었다.
1995년, TechNet은 싱가포르의 대기업 셈바왕 그룹(Sembawang)의 SembMedia에 인수되어, Pacific Internet Corporation Private Limited(퍼시픽 인터넷)로 개명되었다. 이 회사는 같은 해 9월, 싱가포르에서 상용 서비스를 시작했다.
1996년, 퍼시픽 인터넷은 기업인수를 통해 홍콩에 진출하고, 1999년에는 ISP의 지분을 100%로 늘렸다. 1997년, 이 회사는 현지 파트너 기업을 통해 필리핀에서 서비스를 개시하고 이듬해 인수했다.
1999년 2월 5일, 퍼시픽 인터넷은 주당 미화 17 달러(한화 17,000원)의 가격으로 나스닥 신규주식 공모를 시작했다. 같은 해, 2개 회사의 ISP를 인수하여 호주에서 서비스를 개시하고, 퍼시픽 인터넷의 합작 투자회사인 퍼시픽 인터넷 인디아를 설립했다.
2000년, 퍼시픽 인터넷은 호주의 ISP를 추가로 인수,하여, 호주의 주요 6개 도시에서 사업을 확대함에 이어, 태국에서도 사업을 시작했다,. 2년 후에는 말레이시아에서도 서비스를 개시했다.
2007년, 퍼시픽 인터넷은 Connect Holdings에 인수된 후, 나스닥에서 상장 폐지되었다.

### 2008년: 기업 합병 및 리브랜딩
2008년 1월 8일, 아시아 넷컴과 퍼시픽 인터넷은 새로운 기업명 「팩넷」으로 합병하여 새로운 로고로 변경했다. 또한 같은 해 퍼시픽 인터넷의 잔여 지분 인수를 완료했다.

## 해저케이블 네트워크

### EAC-C2C
팩넷의 아시아 태평양 지역 EAC-C2C 네트워크는, 2007년 EAC (East Asia Crossing)와 C2C 시스템 통합으로 형성된 36,800 km의 광섬유 해저 케이블 네트워크로 일본, 한국, 홍콩, 대만, 필리핀, 싱가포르, 중국을 포함한 지역 전체를 연결하고있다. 이들 국가에 초당 17.92 테라 비트에서 30.72 테라 비트까지 제공가능하다. EAC-C2C 네트워크는 아시아 전역의 18개 케이블 육양국에 접속되어있다.

### EAC Pacific
EAC Pacific은 Bharti Airtel, Global Transit, Google, KDDI, Singtel 등 5 개사와 컨소시엄으로 미화3억 달러 (한화 3,000 억원)을 들여 건설한 Unity Cable System 의 일부로, 5개 광섬유 쌍중 2개의 광섬유 쌍으로 구성되어있다. 태평양 횡단에 초당 1.92 테라 비트까지 제공 가능하다. EAC Pacific은 일본 치쿠라에서 EAC-C2C 케이블 시스템에 연결 된다. Unity Cable System은 일본 전기 주식회사 (NEC Corporation)와 Tyco Telecommunications에 의해 건설되었다. 케이블 시스템의 구축은 2008년 2월에 시작하여 2010년 4월 1일에 서비스를 개시했다.

## 데이터 센터
아시아 태평양 지역에서 18개의 데이터 센터를 운용 중이다, .
2010년, 팩넷 케이블 육양국 내에 높은 Tier 레벨의 데이터 센터 구축을 시작했다. 같은 해 11월 2일 홍콩의 해저 케이블 인프라와 바로 연결되는 최초의 데이터 센터 서비스를 개시, 한달 후 싱가포르 케이블 육양국 내 해저 케이블 인프라와 연결되어 있는 두 번째 데이터 센터 서비스를 개시했다.
2011년 2월에는 시드니 데이터 센터를 발표했다 . 시드니 비즈니스 중심 지역, 리버풀 스트리트 133에 위치한 Tier III의 데이터 센터 설비는 기존 건물의 3개 층을 사용하며, 5,920 평방 피트 (약 550m2 )의 공간을 소유 하고 있다. 이 데이터 센터는 FDC Construction & Fitout Pty사가 반 년간에 걸쳐 건설했으며, 건설 업계에서 인정한 Masters Builders Association에서 수여하는 2011년 건축 상을 수상했다.
2012년 3월 , 팩넷은 홍콩 Tseung Kwan O 공단에 4 번째 첨단 데이터 센터를 구축했다 .
2012년 12월, 팩넷은 중국 톈진 우칭 정부와 톈진시 우칭 상업 지구에 데이터 센터 공동 개발 계약을 체결했다 . 구축하는데 4억5천만 위안 (미화 72 백만달러 = 한화 720 억원 )의 비용이 들것으로 예상되며, 이것은 팩넷의 5 번째 대규모 데이터 센터이다. 공사는 2013년 초에 시작되어 2014년 중순에는 데이터 센터가 운영될 것으로 예상 되고있다.
2014년 1월 , 싱가포르에서 Uptime Institute 의 Tier III 인증을 획득 한 최초의 데이터 센터CloudSpace II ( SGCS2 )를 정식 오픈 했다.

## 기타 시설

### 네트워크 운영 센터
팩넷은 싱가포르와 시드니에서 2개의 NOC를 운영하고있다. 이 2개의 NOC는 24시간365일 체제로 운영하고 있으며, 1 개의 NOC 시스템에서 네트워크 모니터링을 할 수 없게 될 경우 다른 NOC가 백업 역할을 하는 기능을 갖추고 있다.